# 田中涼子 (声優)
田中 涼子（たなか りょうこ、1973年7月28日 - ）は、日本の女性声優。
代表作は、『こどものじかん』（宝院京子）、『School Days』（黒田光）、『H2O -FOOTPRINTS IN THE SAND-』（神楽ひなた／神楽ほたる）、『リトルバスターズ!』（来ヶ谷唯湖）、『グリザイアシリーズ』（榊由美子）。

## 経歴
東京都出身。以前はアーツビジョンやオフィスもり（預かり）、プロ・フィットに所属していた。現在はフリー。日本ナレーション演技研究所の出身者である。同業の櫻井浩美と仲が良い。

## 出演
太字はメインキャラクター。

### テレビアニメ
1997年
- さくらももこ劇場 コジコジ（1997年 - 1999年、田中小雪、おりひめ、世にも美しい女、ウェイトレス、娘B）
- スーパーフィッシング グランダー武蔵（風間鮎子）
- 中華一番!（女、女官、娘）
- バトルアスリーテス大運動会

1998年
- グランダー武蔵RV（女性係員、子供A、選手A）
- 超魔神英雄伝ワタル（女の子）
- DTエイトロン（子供）
- 花さか天使テンテンくん（女性店員）
- ひみつのアッコちゃん（第三期）（真由美、バスガイド、女生徒）
- ロスト・ユニバース（少女、アナウンサー）

2004年
- 下級生2〜瞳の中の少女たち〜（平沢博子）

2005年
- SHUFFLE!（ツボミ）

2006年
- Gift〜eternal rainbow〜（矢島いぶき）

2007年
- こどものじかん（宝院京子）
- School Days（黒田光）

2008年
- H2O -FOOTPRINTS IN THE SAND-（神楽ひなた / 神楽ほたる）
- 喰霊-零-（諫山冥）
- 恋姫†無双（2008年 - 2010年、甘寧、女給） - 2シリーズ
- シゴフミ（後輩）
- のらみみ2（アナウンス）

2009年
- スレイヤーズEVOLUTION-R（嫁）
- 空を見上げる少女の瞳に映る世界（リュエリ）
- FAIRY TAIL（2009年 - 2010年、闇ギルド、魔導士、スペット）

2010年
- キディ・ガーランド（イリス）
- 祝福のカンパネラ（子供、おばさん）
- ヨスガノソラ（伊福部やひろ、店員）

2011年
- IS 〈インフィニット・ストラトス〉（かなりん）
- 猫神やおよろず（鎮葉御前）
- 星空へ架かる橋（陽菜の母）

2012年
- リトルバスターズ!（2012年 - 2013年、来ヶ谷唯湖） - 2シリーズ

2014年
- グリザイアシリーズ（2014年 - 2015年、榊由美子） - 3シリーズ
- 東京ESP（釜田ツユ）

2016年
- CHEATING CRAFT（CA試験官）
- Rewrite（2016年 - 2017年、西九条灯花） - 2シリーズ

2021年
- かぎなど（2021年 - 2022年、来ヶ谷唯湖、西九条灯花） - 2シリーズ

2022年
- ブラック★★ロックシューター DAWN FALL（ジェシカ）

### 劇場アニメ
- MARCO 母をたずねて三千里（1999年、女）
- 天上人とアクト人最後の戦い（2009年、リュエリ）
- 劇場版 クドわふたー（2021年、来ヶ谷唯湖[10]）

### OVA
- AIKa（1997年、青デルモB、白デルモS）
- 桜通信（1997年、笠井）
- 真奈美&ナミ スプライト（1997年、鈴木）
- _summer（2006年、梳田かすみ、立花智鶴）
- School Days OVAシリーズ（2008年、黒田光）- 2作品
- 恋姫†無双 OVAシリーズ（2009年 - 2011年、甘寧、島の守り神のタコ） - 3作品
- こどものじかん 2学期（2009年、宝院京子）
- 星空へ架かる橋 OVAスペシャル（2011年、陽菜の母）
- FAIRY TAIL 〜メモリーデイズ〜（2012年、スペット）
- リトルバスターズ! EX（2014年、来ヶ谷唯湖[11]）

### Webアニメ
- KY系JCクウキちゃん（2013年、丸井オサゲ）

### ゲーム
1996年
- ギャルズパニックS2（武田留美子、愛田智子）

1998年
- えすえふアンドロギャる〜（夢夢）
- 天使同盟（ヤン・ハイランド）

2004年
- 青い涙（白鳥雪江）

2005年
- イースIV MASK OF THE SUN -a new theory-（バミー）
- SHUFFLE! ON THE STAGE（ツボミ）
- 風雨来記2（島田光）
- narcissu（お母さん）

2006年
- I/O / revision II（2006年 - 2008年、川原朔夜） - 2作品
- あやかしびと -幻妖異聞録-（一乃谷刀子）
- イースV -Lost Kefin,Kingdom of Sand-（マーシャ、眩惑のバルク）
- 乙女の事情（葛城絵梨佳）
- ブルーブラスター（フランソワーズ・リベッタ）
- ふぁいなりすと
- Gift -prism-（矢島いぶき）

2007年
- 許嫁（アイーシャ、エリザーロワ・グラナ・ミシェール、ミセス・ピザン）
- エルヴァンディアストーリー（ルネ、サイーデ、マチルダ）
- グリムグリモア（オパールネラ・レイン）
- グローランサーVI（イリステレサ、初代大地の巫女）
- とらぶるふぉうちゅんCOMPANY☆はぴCURE（九瀬いづみ）
- 耳で右脳を鍛える DS聴脳力（ナレーション）
- リトルバスターズ!（2007年 - 2013年、来ヶ谷唯湖） - 3作品

2008年
- H2O+（神楽ひなた / 神楽ほたる）
- 恋する乙女と守護の楯 The shield of AIGIS（2008年 - 2020年、シスター・リディア、シスター・ティナ） - 3作品
- 恋姫†夢想 〜ドキッ☆乙女だらけの三国志演義〜（甘寧）
- School Days L×H（黒田光）

2009年
- 桃華月憚 -光風の陵王-（双葉理子）
- GARNET CRADLE（2009年 - 2011年、絵麻 / エマ、天橋鞠子） - 2作品
- Really? Really! リアリアDS（ツボミ、土見稟〈幼少期〉）

2010年
- 真・恋姫†夢想〜乙女繚乱☆三国志演義〜 呉編（甘寧）
- FAIRY TAIL PORTABLE GUILD（アクーラ）

2011年
- 出撃!! 乙女たちの戦場2〜天翔ける衝撃の絆〜（エステル）
- Rewrite（2011年 - 2017年、西九条灯花） - 3作品
- 真・恋姫†夢想 〜乙女対戦★三国志演義〜（甘寧）

2012年
- 出撃!! 乙女たちの戦場2〜憂国を翔ける皇女のツバサ〜（エステル）
- 東京バベル（メッセンジャー）

2013年
- エンゲージナイツ〜新約英雄大戦〜（宮本武蔵、ラスプーチン、ハンニバル・バルカ）
- グリザイアシリーズ（2013年 - 2023年、榊由美子） - 5作品
  - グリザイアの果実 -LE FRUIT DE LA GRISAIA-（2013年）
  - グリザイアの迷宮 -LE LABYRINTHE DE LA GRISAIA-（2014年）
  - グリザイアの楽園 -LE EDEN DE LA GRISAIA-（2014年）
  - グリザイアの果実 -SIDE EPISODE-（2017年）
  - グリザイア クロノスリベリオン（2020年 - 2023年） - 2作品

- 神様と運命革命のパラドクス（エレノア）
- Z/X 絶界の聖戦（ローツェ）
- 嫁コレ（来ヶ谷唯湖）

2014年
- アイドル魔法少女ちるちる☆みちる（榊由美子）
- IslandDays（黒田光）
- 恋姫†演武（甘寧）
- もっと姉、ちゃんとしようよっ! +PLUS（一条灯華）
- ものべの -pure smile-（滝女郎、左女郎、右女郎）

2015年
- 神撃のバハムート（アンリエット）
- ChuSingura46+1 -忠臣蔵46+1- V（山田浅右衛門吉行）

2016年
- 祝姫 / -祀-（2016年 - 2017年、雛形真由） - 2作品

2017年
- Shadowverse（不滅の英雄・ローラン、癒しの奏者・アンリエット、清浄の治療師）

2019年
- 少女と罪 栞編 〜jalouse〜（茅ヶ崎美姫）

2022年
- セブンズストーリー（来ヶ谷唯湖）
- 天啓パラドクス 少女と魔物のタクティクスRPG

2024年
- マブラヴ：ディメンションズ（榊󠄀由美子）
- 八剱伝Switch版（玉梓）

### Web音声ドラマ
- I/O drama bonustracks「Danse Chasma」（2006年、川原朔夜）

### ドラマCD
1998年
- 超魔神英雄伝ワタル ドラマアルバム1（郷の子供・永）

2006年
- シャッフル! オン・ザ・ステージ CDドラマvol.1、2（ツボミ）
- 私は私のまま、誰にでも変われる キャラクターCD Vol.1 夏目ともこ（静ちゃん）
- 風花（常盤沙耶子）
- BLUE BLASTER SOUND FIELD PACK（フランソワーズ・リベッタ）
- 花嫁は開発室長（高城砂奈）

2007年
- School Days DRAMA CD Vol.1、2（黒田光）
- グローランサーVI（イリステレサ、ナレーション）

2008年
- こどものじかん Drama CD -どらまのじかん-（宝院京子）

2009年
- H+P -ひめぱら-（ムージ）

2010年
- どみなのド!（怒皆美奈）

2011年
- 走れ！昴くん -起-/-傷-/-旋-/-想-/-嵐-/-命-（2011年 - 2014年、秋本綾音）

2016年
- 花椿秘恋唄〜100年先まで

### DJ CD
- Radio"School Days" CD Vol.1 二組だけの体育祭（2007年11月21日）
- 恋姫†無双 DVD第5巻初回限定版特典 恋姫†無双ラジオ出張版CD（ゲスト、2009年2月4日）
- TVアニメ『喰霊-零-』超自然災害ラジオ対策室 DJCD Vol.2（第20・21回ゲスト、2009年9月9日）
- ラジオCD「ラジオ リトルバスターズ! ナツメブラザーズ!(21)」Vol.4、13、14（2010年1月29日、2011年9月30日、2012年1月27日）
- ラジオCD「ラジオRewrite 月刊テラ・風祭学院支局」Vol.5（2012年8月先行発売）
- ラジオCD「リトルバスターズ!R」Vol.3（2013年8月28日）
- ラジオCD「グリザイアの番組〜世界に刃向かう、1つのラジオ〜」Vol.1、2（2015年1月28日、5月13日）

### ラジオ
※はインターネット配信。
- 日曜スクランブル（FM甲府）
- グリザイアの番組（ラジオ）〜世界に刃向かう、一つのラジオ〜（2014年 - 2015年、音泉・HiBiKi Radio Station）[32]

### 朗読劇
- 朗読劇「英国探偵と伯爵令嬢の華麗なる戯曲」（2019年 - ）[33]
  - Funeral song of 3（2019年8月29日）- 未亡人 役
  - BOF」四谷doppo（2019年12月26日）- あの女 役
  - OVERTURE（2020年12月16日）- アイリーン・アドラー 役
  - はじまりの幻想曲（2020年12月16日）- アイリーン・アドラー 役
  - 月下の夜想曲（2021年4月28日）- フレデリカ 役
  - 摩天楼の夢想曲（2022年2月21日）- アン 役
  - 女神の六重奏（2022年9月3日）- アイリーン・アドラー 役

### 映像商品
- School Days DVD第6巻特典『補習ディスク六時間目』（2008年2月27日）

### その他
- 帰ってきちゃったSEED120%（リョウコ）

## ディスコグラフィ

### キャラクターソング
| 発売日         | 商品名                                           | 歌                   | 楽曲                 | 備考                                              |
| -------------- | ------------------------------------------------ | -------------------- | -------------------- | ------------------------------------------------- |
| 2004年11月26日 | 下級生2〜瞳の中の少女たち〜 ソング・コレクション | 平沢博子（田中涼子） | 「ココロノカケラ」   | テレビアニメ『下級生2〜瞳の中の少女たち〜』関連曲 |
| 2006年3月24日  | SHUFFLE! ON THE STAGE Character Vocal Album      | ツボミ（田中涼子）   | 「イマジネーション」 | ゲーム『SHUFFLE! ON THE STAGE』関連曲             |

### シリーズ一覧
1. ↑  第1期（2008年）、第3期『真・恋姫†無双 〜乙女大乱〜』（2010年）
2. ↑  第1期（2012年 - 2013年）、第2期『〜Refrain〜』（2013年）
3. ↑  第1作『グリザイアの果実』（2014年）、第2作『グリザイアの迷宮』（2015年）、第3作『グリザイアの楽園』（2015年）
4. ↑  1stシーズン（2016年）、2ndシーズン（2017年）
5. ↑  シーズン1（2021年）、シーズン2（2022年）
6. ↑  「無印」（2007年、2010年※PSP版）、『Converted Edition』（2009年、2013年※PS3版）、『PERFECT EDITION』（2012年）
7. ↑  「本編」（2008年）、『Portable』（2010年）、『恋する乙女と守護の楯 Re:boot The "SHIELD-9"』（2020年、PS4 / Nintendo Switch版）
8. ↑  「無印」（2009年）、『GARNET CRADLE Portable 〜鍵の姫巫女〜』（2011年）
9. ↑  「無印」（2011年）、『Harvest festa!』（2012年）、『IgnisMemoria』（2017年）
10. ↑  アプリ版（2020年 - 2021年）、PC版（2023年）